# Cristina Urgel
Cristina Urgel García (Soria, España, 5 de abril de 1979) es una actriz y presentadora de televisión española. Obtuvo fama internacional al interpretar a Patty O’Farrel «La Teniente» en la serie de Telemundo La Reina del Sur.

## Biografía
Nació en Soria, aunque los orígenes de su familia están en el pequeño pueblo soriano de Cabrejas del Pinar. Pasó su juventud en Logroño, donde ha residido la mayor parte de su vida.
Desde muy pequeña quiso ser cantante y estudió seis años en el conservatorio con tal fin. También probó suerte siendo modelo, pero tardó poco en dejarlo.
Mientras terminaba la licenciatura de Derecho, realizó estudios en otras disciplinas, como fotografía, baile o arte dramático. Participó siendo muy joven en el certamen de Miss España 1997, en el que, como las otras favoritas, terminó entre las ocho finalistas.
Tiene una hija llamada Noa, nacida en 2015.

### Trabajos a nivel nacional
En su labor de presentadora trabajó en el canal de música MTV España (2004-2005). Durante el verano de 2007 presentó el concurso televisivo veraniego Grand Prix del verano junto a Bertín Osborne.
Como actriz ha trabajado en series de televisión conocidas como El comisario, Ana y los siete, El auténtico Rodrigo Leal, o La Dársena de Poniente, donde interpretaba el papel de Carla.
Bajo la dirección del autor José Luis Alonso de Santos, desde finales de 2007 a noviembre de 2008 estuvo de gira teatral por toda España con una revisión de la clásica obra Bajarse al moro.
Además, ha realizado varios trabajos de publicidad, como protagonizar una campaña para «Cervezas Alhambra» o los anuncios institucionales de las elecciones generales de 2008.
El 8 de junio de 2009 se incorporó como reportera al programa de televisión Sé lo que hicisteis… en La Sexta Pero lo abandonó el 16 de noviembre para fichar por Cuatro para el programa Vaya tropa, un programa de humor y adaptación nacional de Vaya semanita de ETB. Y en Vaya tropa tampoco estuvo demasiado tiempo, ya que a finales de febrero Cuatro canceló el programa
El 12 de febrero de 2010 protagoniza en el Teatro Infanta Isabel de Madrid el estreno del espectáculo Tonto ella, tonto él, donde actúa junto a Canco Rodríguez y a Deborah Ombres.
A finales de 2010 presentó en Antena 3 el programa de humor Adivina quién viene a cenar.
El 28 de diciembre presentó junto a Juan y Medio y Juanma Iturriaga la gala Inocente Inocente 2010. Y en 2011 volvió a presentarla junto a Juan y Medio.
Entre abril y julio de 2012 participó en la telenovela Bandolera de Antena 3 en el papel de Eva Hernández.
Desde septiembre de 2012, es la subdirectora del canal de radio digital Happy FM, además de presentar en dicho canal el programa La teniente Urgel, de lunes a jueves de 20:00-21:00 h.
En junio-julio de 2013 actuó en la obra teatral Arreglando el mundo, en el Teatro Compac Gran Vía de Madrid.
En el 2014 participa en la serie Ciega a citas que emite Cuatro, en el papel de la Doctora Alba Miguez, personaje recurrente.

### Trabajos a nivel internacional
En el primer trimestre de 2011 estrena con éxito en todo el continente americano y España La reina del Sur; coproducida por Telemundo, perteneciente a la norteamericana NBC, y el canal español Antena 3. En esta adaptación de la novela de Arturo Pérez-Reverte interpreta, junto a Kate del Castillo, a una de las protagonistas: Paty O'Farrell, amiga y socia de Teresa desde que coinciden en prisión. Juntas se harán ricas y poderosas como traficantes de droga. Doble origen: irlandés y español. Aristócrata, culta y elegante, se enamorará de Teresa desde el principio, aunque lo ocultará bajo un cinismo y una dureza crecientes.

## Trayectoria

### Actriz
- El comisario (Cap. "Mira por donde pisas») (2004)
- El pasado es mañana (Varios capítulos) (2005)
- El auténtico Rodrigo Leal (Protagonista, como Carmen Morena) (2005)
- Ana y los 7 (Cap. "De mal en peor») (2005)
- La dársena de poniente (Protagonista, como Carla Bazán) (2006)
- Fuera de lugar (Cap. «Peor imposible») (2008)
- La reina del sur (Protagonista, como Patricia O´Farrel) (2011)
- Bandolera (Secundaría, como Eva Hernández) (2012)
- Ciega a citas (Secundaría, Como Alba Mínguez) (2014)
- La que se avecina (serie de televisión) (Secundaria, como Elena) (2014-2015) (8x09 y 8x10)
- El secreto de Puente Viejo (serie de televisión) (Secundaria, como Estefanía) (2020-¿?)

aguacate

### Presentadora
- Gran Prix (2007) FORTA: Copresentadora
- Sé lo que hicisteis… (2009) LaSexta: colaboradora y reportera.
- Vaya tropa (2009-2010) Cuatro: Copresentadora.
- Gala Inocente, Inocente (2010, 2011): Presentadora
- Adivina quién viene a cenar en Antena 3 (2011-2012): Presentadora.
- La teniente Urgel en Happy FM (2012-2013): Presentadora.
- Ilustres ignorantes en Canal+ 1 (2013): Colaboradora
- Amigas y conocidas en TVE (2016-actualidad): Colaboradora
- Dani & Flo en Cuatro (2017): Reportera y colaboradora